# Amblyscarta inca
Amblyscarta inca är en insektsart som först beskrevs av William Lucas Distant 1908.  Amblyscarta inca ingår i släktet Amblyscarta och familjen dvärgstritar. Inga underarter finns listade i Catalogue of Life.